# Xiyuan (sockenhuvudort i Kina, Shandong Sheng, lat 37,41, long 122,15)
Xiyuan (kinesiska: 西苑, 西苑街道) är en sockenhuvudort i Kina. Den ligger i provinsen Shandong, i den östra delen av landet, omkring 460 kilometer öster om provinshuvudstaden Jinan. Antalet invånare är 25 187. Befolkningen består av 11 621 kvinnor och 13 566 män. Barn under 15 år utgör 12,0 %, vuxna 15-64 år 81 %, och äldre över 65 år 5,0 %.
Runt Xiyuan är det tätbefolkat, med 319 invånare per kvadratkilometer. Närmaste större samhälle är Weihai, 11,2 km norr om Xiyuan. Trakten runt Xiyuan består till största delen av jordbruksmark.
Genomsnittlig årsnederbörd är 717 millimeter. Den regnigaste månaden är juli, med i genomsnitt 210 mm nederbörd, och den torraste är januari, med 14 mm nederbörd.